# Neurostrota gunniella
Neurostrota gunniella là một loài bướm đêm thuộc họ Gracillariidae. Chúng được tìm thấy ở Costa Rica, Cuba, México và Texas, cũng như Thái Lan và Bắc Úc ở Úc.
Sải cánh dài khoảng 8 mm. Ấu trùng ăn Mimosa asperata, Mimosa pigra, Neptunia oleracea và Neptunia plena.